# C19orf12
C19orf12 (англ. Chromosome 19 open reading frame 12) – білок, який кодується однойменним геном, розташованим у людей на довгому плечі 19-ї хромосоми. Довжина поліпептидного ланцюга білка становить 152 амінокислот, а молекулярна маса — 16 286.
| 10         |  | 20         |  | 30         |  | 40         |  | 50         |
| ---------- |  | ---------- |  | ---------- |  | ---------- |  | ---------- |
| MERLKSHKPA |  | TMTIMVEDIM |  | KLLCSLSGER |  | KMKAAVKHSG |  | KGALVTGAMA |
| FVGGLVGGPP |  | GLAVGGAVGG |  | LLGAWMTSGQ |  | FKPVPQILME |  | LPPAEQQRLF |
| NEAAAIIRHL |  | EWTDAVQLTA |  | LVMGSEALQQ |  | QLLAMLVNYV |  | TKELRAEIQY |
| DD         |  |            |  |            |  |            |  |            |

A: Аланін

C: Цистеїн

D: Аспарагінова кислота

E: Глутамінова кислота

F: Фенілаланін

G: Гліцин

H: Гістидин

I: Ізолейцин

K: Лізин

L: Лейцин

M: Метіонін

N: Аспарагін

P: Пролін

Q: Глутамін

R: Аргінін

S: Серин

T: Треонін

V: Валін

W: Триптофан

Задіяний у такому біологічному процесі, як альтернативний сплайсинг. 
Локалізований у цитоплазмі, мембрані, мітохондрії, ендоплазматичному ретикулумі.